# Jaime González Cano
Jaime Manuel González Cano (México) fue un biólogo marino e investigador mexicano que ejerció como funcionario federal dentro del Instituto Nacional de Pesca y Acuacultura. Fueespecialista en estudios de langosta y en la reciente aparición de sargazo en las costas del Caribe mexicano. Ejerció como director de distintos Parques Marinos en la costa oriental del Caribe mexicano para la Comisión Nacional de Áreas Naturales Protegidas (CONANP) y fue el fundador del Museo Subacuático de Arte (MUSA).

## Educación
Se graduó como doctor en gestión de recursos naturales con diplomado en gestión pesquera por el Imperial College of Science, Technology and Medicine del Reino Unido.

## Trayectoria
Contaba con 17 años de experiencia trabajando con pesquerías de langosta, principalmente desde el Centro Regional de Investigación Pesquera del Instituto Nacional de Pesca y Acuacultura en Puerto Morelos, Quintana Roo. 
Desde 1994, trabajó como consultor en estudios medioambientales tanto para organizaciones nacionales e internacionales como para el sector privado. Algunas de sus afiliaciones incluían la Organización de las Naciones Unidas para la Agricultura y la Alimentación (FAO), el Programa de Evaluación y Gestión de Recursos Pesqueros de CARICOM, el Banco Mundial y la Comisión Nacional de Biodiversidad de México (CONABIO). 
Entre 1999-2002 actuó como Oficial de Programa para el Proyecto del Sistema Arrecifal Mesoamericano del Fondo Mundial para la Vida Silvestre con sede en el Caribe Mexicano. Más recientemente realizó trabajos de consultoría para la Comisión Mundial de Áreas Protegidas (Marina) en dos de las Áreas Marinas Protegidas del Caribe Mexicano.

## Aportaciones
El Museo Subacuático de Arte o MUSA es un museo ubicado bajo las aguas del mar Caribe mexicano, en las aguas que rodean Cancún, Isla Mujeres y Punta Nizuc. 
Coordinó el Plan de Manejo Pesquero de Langosta para toda la Península de Yucatán para el periodo 2003-2008 y aportó elementos para la elaboración del componente de manejo pesquero del Área Marina Protegida Cayos Cochinos en las Islas de la Bahía en Honduras.
Participó en dos procesos de certificación en pesquerías por el Marine Stewardship Council (MSC).

## Museo Subacuático de Arte
Artículos principales: Museo Subacuático de Arte, Isla Mujeres, Jason deCaires Taylor
El Museo Subacuático de Arte o MUSA, ubicado en el mar Caribe mexicano, rodeando Cancún, Isla Mujeres y Punta Nizuc, fue fundado en 2009 por el Dr. Jaime González Cano, en ese entonces, director del parque nacional Costa Occidental de Isla Mujeres, Punta Cancún y Punta Nizuc; junto a Roberto Díaz Abraham, y el artista británico Jason deCaires Taylor. Creando así uno de los atractivos turísticos más destacados de la región. En la actualidad es una de las mayores y más ambiciosas atracciones submarinas del mundo.
Derivado de esta obra, González Cano hizo aparición en la cinta Ángel Azul, dirigida por Mercy Cravat en 2014.
El Dr. González Cano falleció en junio del presente año.